# Lophozia subapiculata
Lophozia subapiculata là một loài Rêu trong họ Jungermanniaceae. Loài này được R.M. Schust. & Damsh. mô tả khoa học đầu tiên năm 1974.